# Acasis trinotata
Acasis trinotata là một loài bướm đêm trong họ Geometridae.